# Cedrick Banks
Pour les articles homonymes, voir Banks.
Cedrick Banks est un joueur américain de basket-ball, né le 16 décembre 1981 à Chicago. Il mesure 1,90 m et évolue au poste d'arrière.

## Biographie
Cedrick Banks n'est pas drafté en NBA à sa sortie de NCAA en 2005. Il rejoint le Besançon Basket Comté Doubs qui évolue en Pro B, la deuxième division du championnat français. Il est élu MVP étranger de Pro B et rejoint, pour la saison 2006-2007, le SLUC Nancy qui évolue en première division. En 2007, il signe pour le Maccabi Rishon LeZion, un club de première division israélien, mais il revient en France en 2008 pour jouer avec l'Entente orléanaise Loiret, qui évolue en première division. Banks est élu MVP du mois d'octobre 2008 avec 49 % des voix devant Brion Rush et Ali Traore. En février 2010, il est élu MVP du mois. Banks quitte Orléans pour Limoges en 2010, mais retourne à Orléans en 2011. En 2012, il part à Ankara, mais quitte ce club fin novembre 2012 pour signer pour un mois à Chalon-sur-Saône (du 4 décembre 2012 au 5 janvier 2013). Banks rejoint en mars 2013, Liège Basket, club de première division belge jusqu'à la fin de saison.
Il joue ensuite Le Havre pour la saison 2013-2014. Il réalise une bonne saison (12,4 points et 4,4 passes décisives de moyenne) et permet au Havre de se maintenir en première division.
En juin 2014, Banks signe un contrat avec Cholet Basket.

## Palmarès
- Élu Chicago Sun-Times of the Year en 2000
- Champion de France : 1er de la saison régulière de Pro B pour la saison 2005-2006
- MVP étranger de Pro B durant la saison 2005-2006 avec Besançon
- Vainqueur avec l'Entente orléanaise de la coupe de France 2009-2010